# Восстание тайпинов
Восстание тайпинов (1850—1864) — крестьянская война в Китае против маньчжурской империи Цин и иностранных колонизаторов. Лидером восстания был религиозный вождь Хун Сюцюань, который создал Небесное царство великого благоденствия (кит. трад. 太平天國, упр. 太平天国, пиньинь Tàipíng Tiān Guó, палл. Тайпин тянь го) — независимое государство, существовавшее на территориях, занятых восставшими.
Тайпинское государство занимало значительную часть южного Китая, под его юрисдикцией находилось около 30 миллионов человек. Тайпины пытались проводить радикальные социальные преобразования, замену традиционных китайских религий на специфически интерпретированное христианство. Тайпинов называли «длинноволосыми» (кит. трад. 長毛, упр. 长毛, пиньинь cháng máo, палл. чан мао), так как они отвергали прически с бритой головой, навязанные всем подданным государства Цин маньчжурами, также власти их называли «волосатыми бандитами» (кит. трад. 發賊, упр. 发贼, пиньинь Fà Zéi, палл. фа цзэй).
Тайпинское восстание вызвало череду местных восстаний в других частях империи Цин, которые боролись против маньчжурских властей, нередко провозглашая собственные государства (восстание Общества малых ножей (кит. трад. 小刀會, упр. 小刀会, палл. Сяодаохуэй) в Шанхае, восстание красноголовых в области Гуандун, восстание няньцзюнь на севере). В войну ввязались также иностранные государства. Положение в стране стало катастрофическим. Тайпины заняли крупные города (Нанкин и Ухань), предпринимались походы на Пекин и в другие части страны.
Восстание превратилось в тотальную войну с отношением к ресурсам и инфраструктуре как к военным целям — конфликт был крупнейшим в Китае со времён маньчжурского завоевания 1644 года. Также оно является самой кровавой гражданской войной и одной из самых кровавых войн в истории человечества и крупнейшим вооружённым конфликтом XIX столетия. Восстание унесло около 20 миллионов человеческих жизней.
Тайпины были подавлены цинской армией при поддержке британцев и французов.
Мао Цзэдун рассматривал тайпинов как революционеров-героев, поднявшихся против коррумпированной феодальной системы. Материалы и свидетельства тайпинского восстания собраны в Музее истории тайпинов в Нанкине. Власть Цинской династии была настолько ослаблена войной с тайпинами, что больше уже не смогла восстановить своё былое могущество.

## От Цзиньтяньского восстания до Тайпин Тяньго

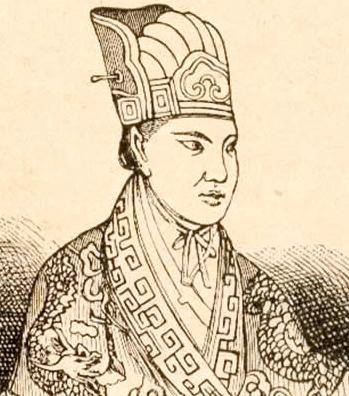
Хун Сюцюань, руководитель восстания тайпинов

Тайпинское восстание вспыхнуло в провинции Гуанси летом 1850 года. Идейным вождём восставших был сельский учитель Хун Сюцюань, организовавший религиозно-политическое Общество поклонения Небесному Владыке (кит. упр. 拜上帝教, палл. Бай Шанди Цзяо). В основе его веры лежала синкретическая смесь христианства, даосизма и буддизма. Сами себя его члены позиционировали христианами и отличались ненавистью к традиционным китайским культам, в реальности использовав немало идей даосизма и практик китайских религиозно-политических обществ. Они проповедовали идею всеобщего братства и равенства людей, выраженную в форме создания Небесного государства великого благоденствия (кит. трад. 太平天國, упр. 太平天国, палл. Тайпин тяньго, отсюда название восстания). Само понятие «Тайпин» перекликается с названием раннедаосской школы Путь великого благоденствия (Тайпиндао) времён Восстания желтых повязок, а также с целым рядом девизов правителей III—XIV вв.
При этом Хун Сюцюань провозгласил себя младшим братом Иисуса Христа, посланным на землю для создания царства справедливости и гармонии. По сути он стал монархом повстанцев, антиподом царствовавшего в Пекине маньчжурского императора Сяньфэна.

### Цзиньтяньское восстание и создание правительства Тайпин Тяньго
Летом 1850 года Хун Сюцюань счёл обстановку в стране благоприятной для восстания и приказал 10 тысячам своих последователей сконцентрироваться в районе села Цзиньтянь (кит. 金田, пиньинь Jīntián) уезда Гуйпин (кит. 桂平, пиньинь Guìpíng) на юге провинции Гуанси (в настоящее время подчинён городу Гуйган). В восстании с самого начала вместе с ханьцами участвовали чжуаны, среди которых было распространено христианство, и на них была рассчитана проповедь «христианства» Хун Сюцюаня. Сюда прибыли отряды Ян Сюцина, Сяо Чаогуя и Вэй Чанхуэя. Данное событие известно как Цзиньтяньское восстание. Оно послужило началом Крестьянской войны 1850—1868 годов. В августе в район Цзиньтянь пробился с четырёхтысячным отрядом Ши Дакай.
К ноябрю 1850 Хун Сюцюань и его соратники Ян Сюцин, Ши Дакай, Фэн Юньшань, Сяо Чаогуй, Вэй Чанхуэй и другие собрали 20-тысячное войско и начали военные действия против правительственных сил под лозунгом борьбы за равенство. Последователи Хун Сюцюаня продавали своё имущество, а вырученные деньги сдавали в «священные кладовые» в Цзиньтяне. Отсюда повстанцы и члены их семей получали продовольствие и одежду по общим нормам. Была установлена строгая дисциплина и создана военная организация, тем самым религиозная секта превратилась в повстанческую армию. Мужчины и женщины жили в отдельных лагерях, и общение между ними не допускалось. Повстанцы в знак неповиновения брившим пол-головы маньчжурам отпускали длинные волосы. Силы повстанцев быстро росли, и в конце 1850 года они нанесли несколько поражений цинским войскам. 11 января 1851 года, в день рождения Хун Сюцюаня, в Цзиньтяне было объявлено о вооружённом выступлении против Маньчжурской династии для создания Небесного государства Великого благоденствия. Хун Сюцюаня стали именовать Тянь-ван («Небесный князь»).
В 1851 году тайпины отбили новые атаки правительственных войск и двинулись на север Гуанси.
27 августа 1851 года повстанцы штурмом овладели крупным городом Юнъань (кит. 永安, пиньинь Yǒng'ān), где создали своё правительство. Реальную власть сконцентрировал в своих руках Ян Сюцин, принявший титул Дун-ван («Восточный князь»); он возглавил армию и административное управление. Сяо Чаогуй получил титул Си-ван («Западный князь»), Фэн Юньшань — Нань-ван («Южный князь»), Вэй Чанхуэй — Бэй-ван («Северный князь»), Ши Дакай — И-ван («Князь-помощник»). Высокие военные и чиновничьи ранги получили рудокоп Цинь Жиган, шэньши Ху Ихуан, речной пират Ло Даган и другие лидеры повстанцев.

### Принципы организации тайпинской армии
Тайпины создали сильную армию с железной дисциплиной. Её бойцы строго следовали приказам командиров и десяти христианским заповедям. Тайпинскую армию отличали гуманное отношение к местному населению, отсутствие грабежей, жестокости и произвола по отношению к простолюдинам. В «христианской» армии тон задавали религиозные фанатики и аскеты. Они запрещали сношения мужчин с женщинами, азартные игры, вино, курение опиума и проституцию. Тайпинская армия, опираясь на поддержку населения, разбила немало соединений цинских войск и частично вооружилась за счёт военных трофеев; позже тайпины организовали собственное производство оружия и снаряжения.
На всём пути повстанцы громили правительственные учреждения, убивали всех маньчжуров и крупных чиновников-китайцев, а также тех, кто активно выступал против повстанцев. Последователи Хун Сюцюаня конфисковывали их имущество, облагали контрибуцией «богачей», сурово наказывая тех, кто не хотел её платить. Тайпины стремились заручиться поддержкой простого люда и карали за попытки грабить его. Нередко они выделяли крестьянам продовольствие и часть имущества, конфискованные у своих врагов и «богачей», обещали освободить население на три года от налоговых тягот, поэтому крестьянство и городская беднота поначалу поддерживали тайпинов.

### Прорыв к Янцзы и создание Тайпинского государства

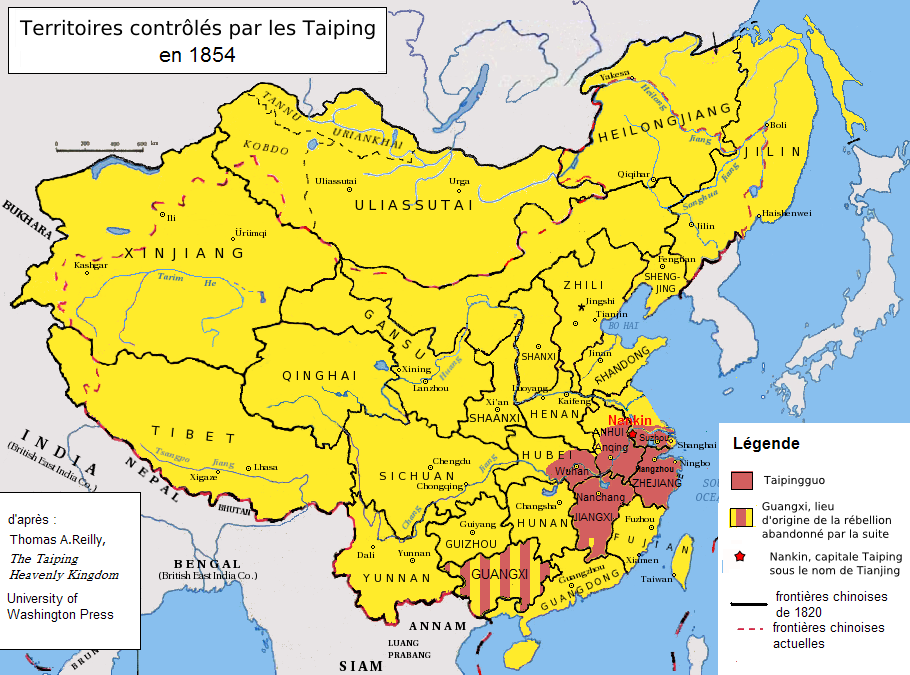
Государство тайпинов

Сорокатысячная цинская армия блокировала район Юнъаня. В апреле 1852 тайпины вырвались из окружения и двинулись на север. Правительственные войска смогли отстоять лишь Гуйлинь — главный город провинции Гуанси. Развивая наступление, повстанцы вступили в провинцию Хунань, где к ним примкнуло до 50 тысяч новых бойцов. В сентябре-ноябре они вели осаду Чанши, но не смогли её взять. Затем двинулись дальше и 13 декабря без боя взяли Юэчжоу, где захватили арсеналы с оружием. Выйдя здесь к Янцзы, они создали свой речной флот. На судах по Янцзы и по её берегу армия Хун Сюцюаня направилась на восток — в провинцию Хубэй, обрастая тысячами новых добровольцев.
В конце декабря 1852 года тайпины захватили два богатых, но плохо защищенных торговых города Ханьян и Ханькоу, а затем после осады овладели Учаном (13 января 1853 года), заняв таким образом всё трёхградье Ухань. Эта блестящая победа подняла на борьбу хубэйскую бедноту. Численность тайпинской армии составила полмиллиона человек, а флот насчитывал 10 тысяч джонок. Успехи повстанцев, и особенно занятие ими Уханя, вызвали растерянность цинского правительства. Однако вожди тайпинов не использовали благоприятного момента для организации наступления на север — на Пекин, вместо этого их армия в феврале продолжала наступление на восток. По суше и по Янцзы победители двинулись далее — в провинцию Аньхой. Взяв 24 февраля 1853 года без боя Аньцин — главный город этой провинции — они стали обладателями богатых боевых трофеев. 19-20 марта 1853 года войска Хун Сюцюаня после непродолжительной осады взяли штурмом Нанкин, где вырезали около 20 тысяч маньчжуров и членов их семей. После взятия Нанкина силы повстанцев достигли 1 миллион солдат. Вскоре тайпины вступили в Чжэньцзян (30 марта 1853 года) и Янчжоу (1 апреля 1853 года), перерезав тем самым Великий канал. Нанкин был переименован в Тяньцзин («Небесная столица») и превращён в главный город Тайпин Тяньго.

## Наивысший подъём восстания

### Тайпинское государство

Флаг Тайпин Тяньго

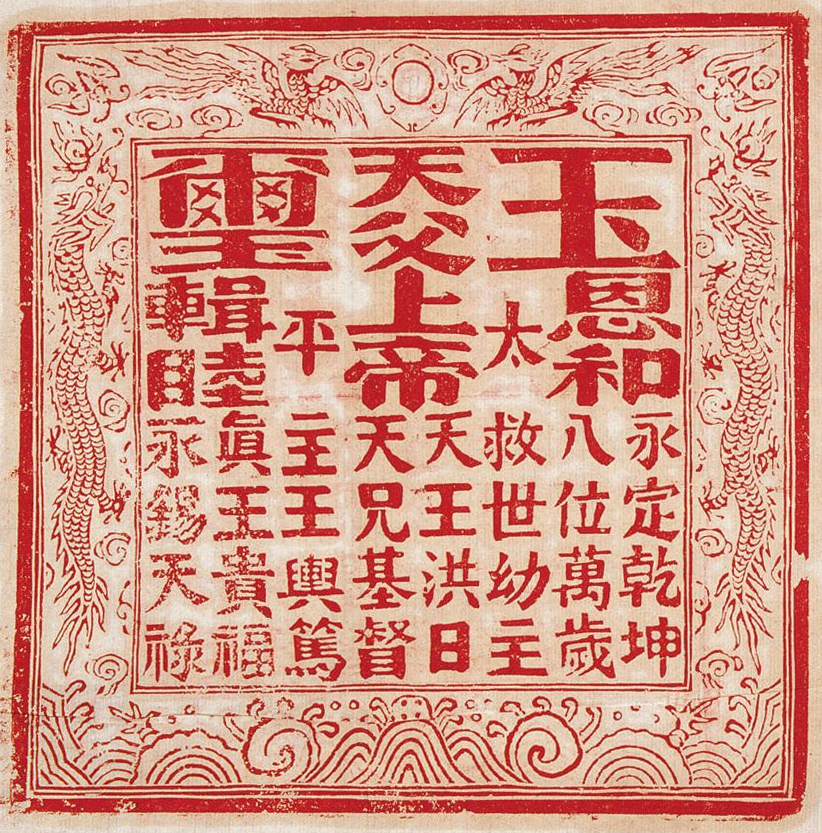
Государственная печать Тайпин Тяньго

Номинальной главой Небесного государства и абсолютным монархом являлся Хун Сюцюань. По прибытии в Нанкин он удалился от мирских дел, занимался только религиозными вопросами и безвыездно пребывал в своём роскошном дворце. Ещё до обоснования в Нанкине он передал всю военную и административную власть Ян Сюцину. Считалось, что Ян Сюцин обладал даром «воплощать дух божий» и изрекать волю Бога. Ему были подчинены остальные князья, лишённые права непосредственно сноситься с Хун Сюцюанем. Встав у кормила правления, Ян Сюцин показал себя энергичным, умным и волевым правителем, но с замашками заносчивого самодержца.
Обосновавшись в Нанкине и объявив его своей столицей, тайпинское руководство обнародовало свою программу, названную «Земельной системой небесной династии», которая должна была стать своеобразной конституцией тайпинского государства. В соответствии с принципами утопического «крестьянского коммунизма» в ней провозглашалось полное уравнение всех членов китайского общества в сфере производства и потребления. Тайпины хотели отменить товарно-денежные отношения, но понимая, что без торговли, хотя бы с иностранными державами, пока не обойтись, они учредили специальную должность уполномоченного по торговым делам — «Небесного компрадора». Трудовая повинность объявлялась обязательной для всех жителей.
Тайпины нетерпимо относились к традиционным китайским религиям, уничтожали даосские и буддистские книги. Физически истреблялись представители прежних господствующих слоёв, была распущена старая армия, отменена система сословий и рабский уклад. Основной административной и военной единицей являлась община-взвод, состоявшая из 25 семей. Высшей организацией являлась армия, в которую входило более 13 000 семей, каждая из которых должна была выделить одного человека в армию. Но, несмотря на ярко выраженный военизированный характер этой системы, в ней имелись и демократические начала. Все командиры взводов избирались народом, женщины были уравнены в правах с мужчинами, запрещался древний обычай бинтования ног у девочек. Тайпины запретили на контролируемых территориях курение опиума, табака, употребление спиртных напитков и азартные игры.
В городах тайпины разрушали казённые предприятия как символ власти ненавистных захватчиков-маньчжуров: например, взяв Нанкин, они уничтожили крупнейшие в Китае императорские шёлковые мануфактуры, в Цзиндэчжэне разрушили императорские печи для обжига «дворцового» фарфора.

### Влияние тайпинских успехов на внутреннее положение Китая
Военные успехи тайпинов и создание ими своего государства в долине Янцзы нанесли тяжёлый удар маньчжурскому режиму. При приближении тайпинов местные чиновники, забирая казну, бежали из городов, бросая их на произвол судьбы. Маньчжурская династия утратила власть на большой территории — в долине Янцзы, а позже и в других регионах. Цинское правительство испытывало большие финансовые трудности, вызванные отпадением богатейших районов в Центральном Китае, резким сокращением налоговых поступлений и огромными военными расходами на подавление крестьянской войны тайпинов и других народных движений. Всё это существенно осложнялось выкачкой из страны серебра, шедшего за границу на оплату опиума.
Бюджетный дефицит правительство старалось восполнить за счёт усиленного выпуска денежных знаков, предназначенных к хождению наравне с серебром и медной монетой. Казна с 1853 года начала печатать бумажные ассигнации гуаньпяо и баочао, не обеспеченные запасами металлов (гуаньпяо имели серебряный, а баочао — медный номинал). Для внедрения в сферу обращения не обеспеченных серебром и медью ассигнаций правительство создало сеть особых казённых «денежных лавок». Однако недоверие деловых кругов и населения к обесцененным ассигнациям и конкуренция частных меняльных лавок и ломбардов привели к закрытию «денежных лавок». Уже в 1861 году правительство было вынуждено прекратить бумажно-денежную эмиссию, так как к этому времени казённые платежные обязательства потеряли всякую покупательную способность.
Оказавшись перед лицом военного краха и финансового банкротства, цинское правительство пошло на дополнительное налогообложение. В 1853 году был введён чрезвычайный военный налог на перевозку товаров внутри страны (лицзинь), вместе с тем не был отменён старый налог на перевозку товаров внутри страны (чангуаньшуй). Боясь обострения крестьянской войны, власти Цин пошла на отмену ряда запретов и снижение фискальных требований к провинциям.

### Создание частных антитайпинских войск

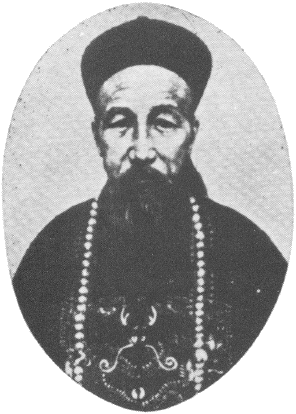
Цзэн Гофань

Когда вскрылась полная неспособность маньчжурских «восьмизнамённых» и набираемых из китайцев «зеленознамённых» войск сражаться с повстанцами, на помощь гибнущей маньчжурской династии пришли китайские шэньши и крупные землевладельцы Центрального Китая, взявшие борьбу с «длинноволосыми разбойниками» в свои руки. Поскольку официальное сельское ополчение (сянъюн) оказалось беспомощным перед крестьянской армией, противники тайпинов сделали ставку на частные дружины (туаньлянь). На их основе цинский сановник Цзэн Гофань у себя на родине в провинции Хунань в 1852 году создал «Сянскую армию» (названа по наименованию реки Сянцзян). «Хунаньские молодцы» — хорошо вооружённые, специально подобранные и профессионально обученные — стали опасными противниками тайпинов. Сянская армия обрела свой речной флот, а её численность доходила до 50 тысяч бойцов. Вслед за этим в 1853 году возникла «Хубэйская армия» под командованием Ху Линьи.
В 1854 году цинское правительство приказало войскам Цзэн Гофаня и Ху Линьи направиться на восток — против Тайпинского государства. Ожесточённые бои между Сянской армией и тайпинами в 1854—1856 годах шли с переменным успехом. Цзэн Гофань в 1856 году со своей армией был окружён и блокирован тайпинами в Цзянси, и только начавшаяся резня в лагере повстанцев спасла его от разгрома. Зона господства — провинции Хунань и Хубэй — представляла собой идеальный плацдарм для борьбы с Тайпин Тяньго. Кроме того, провинции Хунань и Хубэй являлись житницей Китая, поставщиком риса и пшеницы, ставших в условиях гражданской войны своего рода «стратегическим сырьём». Сянская армия быстро набирала силу. Вокруг Цзэн Гофаня группировались чиновные, шэньшиские и помещичьи силы Центрального Китая. К концу 1850-х годов император, опасавшийся чрезмерного усиления этого опытного полководца и политика с его «хунаньскими молодцами», стал делать ставку на армии Северобережного и Южнобережного лагерей под Нанкином.
До 1853 года тайпины не закреплялись на территории, по которой они продвигались к Нанкину. В результате правительственные силы восстанавливали свою власть, расправляясь с жителями, подозреваемыми в сочувствии повстанцам. Несмотря на переполох в Пекине, вызванный падением Нанкина, правительство сумело ответить на успех тайпинов. В марте 1853 года 30-тысячная цинская армия во главе с Сян Жуном подошла с юго-запада к Нанкину и создала вблизи него сильно укреплённый т. н. «Южнобережный лагерь». В апреле другая «знамённая» армия под командованием Цишаня создала в окрестностях Янчжоу т. н. «Северобережный лагерь». Сковав тайпинские войска в районе Нанкина, цинским стратегам удалось ослабить их удар по Пекину.

### Северный поход тайпинов
В мае 1853 года две тайпинские армии двинулись на захват Пекина. Одна из них не смогла пробиться на север и вернулась, в итоге наступление через провинцию Аньхой повели лишь корпуса Линь Фэнсяна, Ли Кайфана и Цзи Вэньюаня — всего около 30 тысяч бойцов. В июне тайпины разгромили цинские войска у Гуйдэ, но, не имея возможности переправиться через Хуанхэ, уклонились далеко на запад по её южному берегу. Осуществить переправу им удалось лишь в провинции Хэнань, западнее Кайфэна, причём часть войск не успела форсировать реку и отступила на юг. Продолжавшие Северный поход части после неудачной осады Хуайцина двинулись в сентябре 1853 года в провинцию Шаньси, а оттуда — в провинцию Чжили. Стремительным маршем они вышли в район Тяньцзиня, вызвав панику в Пекине. Началось бегство богатых и знатных маньчжуров из столицы, а император ещё раньше вывез свои сокровища в Маньчжурию. Однако крестьяне Северного Китая не были готовы примкнуть к тайпинам, к тому же они плохо понимали их южный диалект. Не присоединились к войскам Северного похода и няньцзюни.
Маньчжуры стянули к Тяньцзиню «восьмизнамённые» войска, монгольскую конницу и частные дружины. Цинские силы под командованием «знамённого» монгола князя Сэнгэринчи в несколько раз превысили численность повстанцев. Чтобы не подпустить их к Тяньцзиню, маньчжуры разрушили дамбы реки, затопив равнину. Наступившая суровая зима заставила тайпинов укрепиться в своих лагерях. Здесь южане-тайпины страдали от холода, нехватки провианта и постоянных атак превосходящих сил противника, особенно маньчжурской и монгольской конницы. В феврале 1854 года они оставили свои позиции южнее Тяньцзиня и с боями отступили на юг, теряя множество бойцов, в том числе замёрзшими и обмороженными. При отступлении погиб Цзи Вэньюань.
После очередного прорыва из окружения тайпинам в мае удалось укрепиться в Ляньчжэне на Великом канале. К ним на помощь из Нанкина устремилась вторая армия численностью в 30 тысяч бойцов под командованием Цзэн Личана и Чэнь Шибао, посланная в январе Ян Сюцином. Ей навстречу из Ляньчжэня выступила кавалерия Ли Кайфана, тогда как пехота во главе с Линь Фэнсяном осталась в окружённом врагом городе. Шедшая им на выручку вторая армия тайпинов форсировала Хуанхэ, вошла в Шаньдун и после ожесточённых боёв овладела Линьцином. Однако, очутившись во вражеском кольце без провианта, войска Цзэн Личана и Чэнь Шибао оставили город и двинулись обратно на юг. Их корпуса действовали несогласованно, и вскоре были почти полностью истреблены Шаньдунской армией Бао Чао. После десятимесячной осады изнурённые голодом войска Линь Фэнсяна в марте 1855 года почти все погибли во время штурма Ляньчжэня, а их командующий был взят в плен. Прорвавшийся из окружения в Гаотане отряд Ли Кайфана снова попал в кольцо, и в мае капитулировал. Оба выдающихся тайпинских полководца в разное время были казнены в Пекине. Так закончился Северный поход.
Его неудача окрылила цинский лагерь и резко ухудшила положение Тайпин Тяньго. Самая опасная для маньчжурского господства угроза отодвинулась, и цинский режим выстоял. После поражения армий Северного похода и перехода Тайпин Тяньго к тактике активной обороны у тайпинов не было реальной возможности организовать ещё одно наступление на Пекин, наступил стратегический перелом в Крестьянской войне. Отныне тайпины фактически боролись не за ликвидацию власти империи Цин, а за сохранение Тайпинского государства.

### Западный поход тайпинов
В мае 1853 года тайпины двинулись на многочисленных судах вверх по Янцзы. В июне они вернули себе утерянный ранее Аньцин, а к концу года — многие города и уезды провинции Аньхой. В феврале 1854 года 40-тысячная тайпинская группировка разгромила крупные цинские силы на подступах к Ханькоу и Ханьяну, овладела этими ранее оставленными городами, а также южной частью провинции Хубэй и северными районами провинции Хунань. Благодаря тому, что тайпинам постоянно приходилось перебрасывать свои войска на борьбу с Южнобережным и Северобережным лагерями в районе Нанкина, Сянской армии Цзэн Гофаня удалось в апреле 1854 года одержать победу над войсками и речной флотилией тайпинов у Сянтаня, а в июле выбить повстанцев из Юэчжоу. В октябре 1854 года тайпины были вынуждены без боя оставить Ухань, а 2 декабря в речном сражении у Тяньцзячжэня они потеряли 3 тысячи боевых судов.
Ситуация резко изменилась, когда сюда прибыли войска Ши Дакая. Зимой 1855 года, разбив цинский флот в сражении при Хукоу, тайпины вновь отвоевали восточную часть провинции Хубэй, а весной — Ханьян и Учан. Ши Дакай двинул свои силы в Цзянси и к весне 1856 года занял более 55 её уездов. Таким образом, Западный поход оказался весьма успешным, и тайпинские армии повсеместно перешли в наступление. В апреле они наголову разгромили Северобережный лагерь, а в июне 1856 года войска Цинь Жигана и Ши Дакая одержали полную победу над армией Южнобережного лагеря, после чего её командующий Сян Жун покончил с собой. Блокада Нанкина была ликвидирована. Территория Тайпин Тяньго существенно расширилась и на время стабилизировалась.

## Другие антицинские восстания
Победоносный поход тайпинов в долину Янцзы вызвал целую цепную реакцию восстаний, в том числе довольно крупных. В результате империя Цин была вынуждена вести гражданскую войну на многих фронтах сразу, распыляя силы.
В конце 1852 года началось Восстание няньцзюней, охватившее ряд северных провинций Китая и оттянувшее на себя значительные цинские силы.
В приморских провинциях широкомасштабную вооружённую борьбу против маньчжурского режима начали тайные общества. В мае 1853 года на юге провинции Фуцзянь подняло восстание общество «Сяодаохуэй» («Общество малых мечей») во главе с богатым купцом Хуан Дамэем и Хуан Вэем. Повстанцы захватили ряд городов, в том числе Сямэнь, и провозгласили восстановление империи Мин. Одновременно выступили члены общества «Хунцяньхуэй» («Общество красной монеты») под руководством Линь Цзюня. После двухмесячных ожесточённых боёв цинские войска в октябре ворвались в Сямэнь; Хуан Дамэй был схвачен и убит, а Хуан Вэй с повстанческой эскадрой ушёл на архипелаг Пэнху в Тайваньском проливе, где продолжал борьбу в течение пяти лет. Отряды Линь Цзюня, перешедшие к партизанской борьбе в горах южной Фуцзяни, были разгромлены в 1858 году.
В сентябре 1853 года члены «Сяодаохуэй» под предводительством Лю Личуаня подняли восстание в ряде уездов Цзянсу. При поддержке местного населения они без боя заняли Шанхай (за исключением иностранного сеттльмента) и создали 20-тысячное повстанческое войско. Лю Личуань объявил себя сторонником тайпинов. Повстанцы основали здесь Да Мин Тайпин Тяньго («Великое Минское Небесное государство Великого благоденствия»). Почти полтора года бойцы Лю Личуаня обороняли Шанхай от цинских войск, получавших поддержку из иностранного сеттльмента. В январе 1855 года отряд французских войск при поддержке артиллерии безуспешно пытался захватить Шанхай. К февралю положение в осаждённом городе резко ухудшилось, не хватало боеприпасов и продовольствия. Прорвав блокаду, одна часть восставших присоединилась к тайпинам, другая отступила в Цзянси. В боях под Шанхаем погиб Лю Личуань. Цинские войска учинили в городе кровавую расправу над мирным населением.
С лета 1854 года в провинции Гуандун началось Восстание красноголовых. В руках повстанцев оказались многие окружные и уездные города, а общая численность восставших достигла нескольких сотен тысяч. На сторону восставших перешла цинская речная флотилия. Борьба перекинулась в провинцию Гуанси. Осенью 1855 года «красноголовые» создали в Гуанси повстанческое «Государство Великих Свершений» («Да Чэн го») со столицей в Сюньчжоу. Если провинция Гуандун была в целом очищена правительственными силами от повстанцев к концу 1855 года, то в Гуанси до осени 1861 года существовала стабильная база антицинской борьбы.
Несмотря на подавление цинскими войсками трёх крупных восстаний — на юге Фуцзяни, в Шанхае и в Гуандуне, — борьба тайных обществ против «северных варваров» продолжалась, создавая новые очаги восстаний. К крестьянским войнам и повстанцам тайных обществ присоединилось национально-освободительное движение неханьских народов и религиозных меньшинств против маньчжурского ига. В 1855 году взялись за оружие мяо в Гуйчжоу, а с 1858 года там восстали хуэйцзу. В 1856 году поднялись на борьбу мусульмане в Юньнани, создавшие в западной части провинции своё государство. Все эти периферийные восстания отвлекали значительные цинские силы от фронтов тайпинской войны, помогая им выстоять и одерживать победы на поле боя.
В начале 1860-х годов ареной массовой вооружённой борьбы стала провинция Сычуань. Осенью 1859 года в её южные районы вторгся отряд повстанцев из соседней провинции Юньнань, к ним присоединились члены местных тайных обществ. Число повстанцев стремительно росло за счёт крестьян, ремесленников, рабочих соляных промыслов и бедноты, и вскоре достигло 300 тысяч человек. Заняв ряд уездов на юге Сычуани, восставшие двинулись в центральные районы провинции, овладели многими мелкими и средними городами. Однако в Сычуани повторился вариант начального этапа гуандунского «восстания красноголовых»: отсутствовала прочная территориальная база, не было стабильной повстанческой власти, не сложилось единого руководства. Среди сычуаньцев не оказалось талантливых организаторов и полководцев, они не сумели использовать своё численное превосходство. Всё это предопределило разгром повстанцев по частям. К концу 1862 года последние отряды повстанцев либо были разгромлены, либо ушли в провинцию Шэньси.

## Международная ситуация
Международная ситуация в 1856—1860 годах оставалась крайне выгодной для Тайпин Тяньго. В своей внешней политике тайпины выступали за равноправие и взаимовыгодную торговлю с западными державами; на территории Тайпин Тяньго была запрещена лишь торговля опиумом. Западные державы поначалу стремились использовать борьбу между тайпинами и цинским правительством в своих интересах. Британия, Франция и США заняли выжидательную позицию и через своих представителей, посетивших Нанкин в 1853—1854 годах, заявили о нейтралитете. В тот период они не сомневались в конечной победе над маньчжурами, и буржуазия Запада связывала с этим надежду на окончательный слом политики изоляции Китая и полное открытие его рынка.
Ставка на победу тайпинов при явном ослаблении маньчжурского режима, в свою очередь, побудила державы поторопиться с нанесением очередного удара по империи Цин. Воспользовавшись инцидентом с лодкой «Arrow», Великобритания, а затем и Франция объявили войну Китаю. В 1856—1860 годах силы маньчжурского правительства были отвлечены ещё и на участие во Второй Опиумной войне.

## Междоусобная борьба в тайпинском руководстве

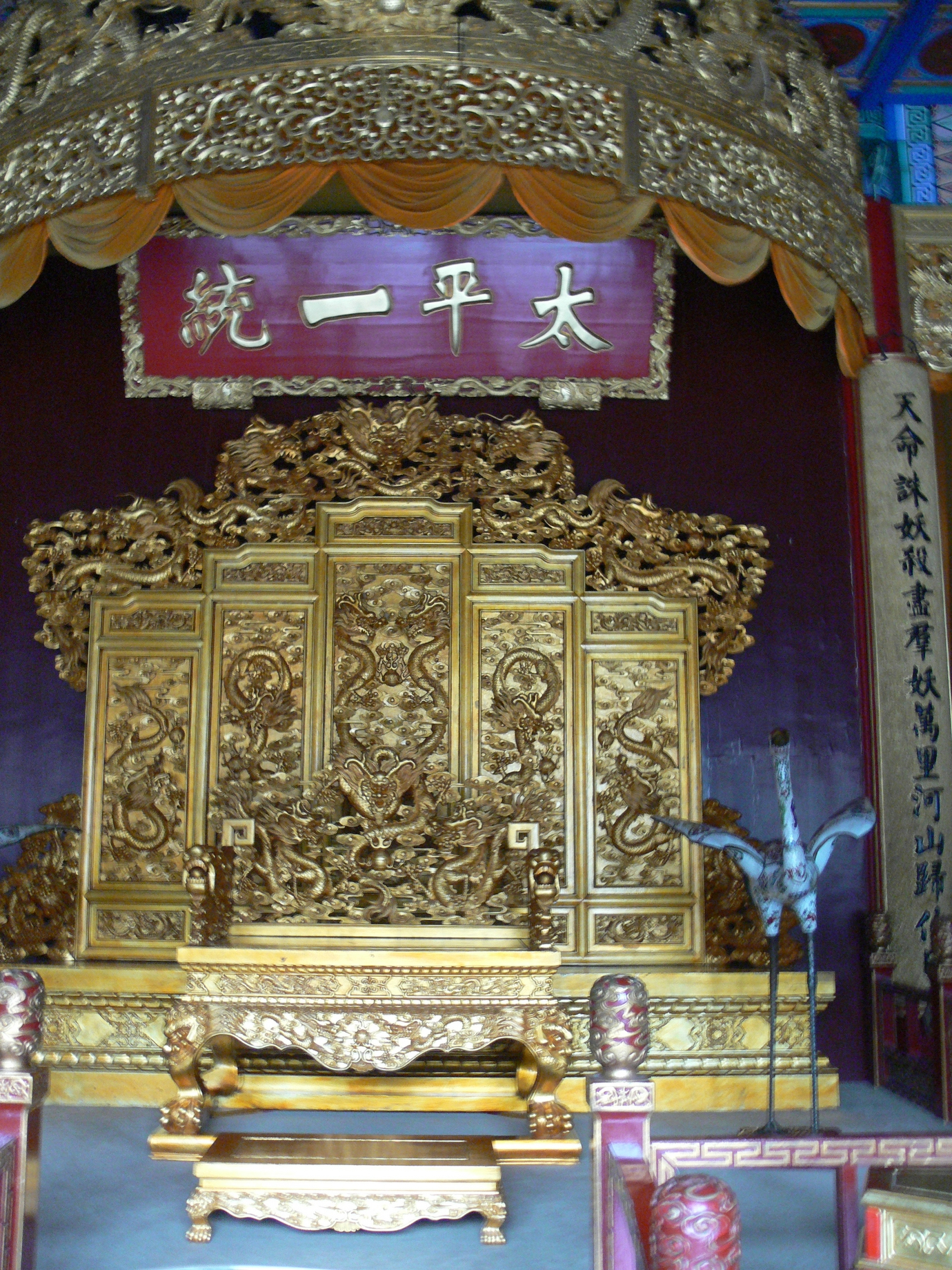
«Нефритовый трон Небесного князя»

К середине 1850-х годов лагерь тайпинов оказался ослаблен изнутри противоречиями между «старыми братьями», или «старой армией» (то есть выходцами из провинций Гуанси и Гуандун), и «новыми братьями» — уроженцами центральных провинций. «Старые братья», в свою очередь, раздирались враждой между гуансийцами и гуандунцами. До 1856 года первые во главе с Ян Сюцином притесняли вторых, а главой гуандунцев фактически был Хун Сюцюань. Внутри самих гуансийцев враждовали между собой две группировки — Ян Сюцина («Восточного князя») и Вэй Чанхуэя («Северного князя»). Определяющей здесь была межземляческая рознь, но большое значение имели и личные качества вождей. Самовластие, деспотизм и высокомерие Ян Сюцина восстановили против него остальных князей и их родню. «Восточный князь» задумал сосредоточить в своих руках помимо реальной ещё и номинальную власть. В июле 1856 года он пошёл на публичное унижение «Небесного князя», заставив его, как и всех остальных, воздавать себе здравицу как государю. Боясь потерять власть, Хун Сюцюань вызвал в Нанкин Вэй Чанхуэя («Северного князя») с его войском.
В ночь на 2 сентября 1856 года солдаты «Северного князя» осуществили военный переворот. В ходе этой кровавой резни были убиты Ян Сюцин, весь его двор и родня. Вэй Чанхуэй и Цин Жиган за недолгое пребывание у власти убили до 30 тысяч человек — сторонников «Восточного князя», а также всю семью Ши Дакая, восстановив против себя большинство тайпинов. Видя новую угрозу своему трону, Хун Сюцюань велел казнить Вэй Чанхуэя и Цин Жигана, что и было осуществлено после двухдневных стычек в Нанкине. В конце ноября в столицу прибыл Ши Дакай («Князь-помощник»). Поставленный Хун Сюцюанем во главе государства и армии, Ши Дакай на время стабилизировал положение в столице и на фронтах, остановив наступление армии Цзэн Гофаня в долине Янцзы. Однако боявшийся потерять власть Хун Сюцюань вскоре фактически отстранил Ши Дакая от руководства. Власть перешла к гуандунской группировке во главе с семейством Хун (братьям Хун Сюцюаня и его фаворитам). Это привело к расколу с группировкой Ши Дакая и его армией. В июне 1857 года, опасаясь за свою жизнь, Ши Дакай бежал из Нанкина. Со своим более чем стотысячным войском он ушёл сначала в провинцию Аньхой, а затем в Цзянси. С этого времени войско Ши Дакая действовало самостоятельно и навсегда порвало связи с государством Хун Сюцюаня.

## Новые тайпинские полководцы
Гибель Ян Сюцина и его сторонников — закалённых бойцов, составлявших костяк администрации и военного командования, а также уход армии Ши Дакая заметно ослабили Тайпин Тяньго, чем не замедлили воспользоваться его противник. Уже в конце 1856 года цинские войска почти повсеместно перешли в наступление. 19 декабря они окончательно захватили трёхградье Ухань, а также ряд других городов и районов. Войска Тайпин Тяньго были вынуждены перейти к обороне. С этого времени главными силами Тайпин Тяньго стали руководить новые военачальники — Ли Сючэн и Чэнь Юйчэн.
Ли Сючэн прошёл в повстанческой армии путь от простого солдата до полководца, получившего титул «Верного князя» (Чжун-ван). После убийства Ян Сюцина и ухода из Нанкина Ши Дакая Ли Сючэн стал наиболее выдающимся военным руководителем Тайпин Тяньго. Чэнь Юйчэну был пожалован титул «храброго князя» (инван). Осенью и зимой 1856-57 года, сражаясь к северу от Янцзы, войска Лю Сючэна и Чэнь Юйчэна наносили удары по вражеским армиям, стремившимся приблизиться к тайпинской столице, и разбили их в сражении при Тунчэне.
Однако разобщение боевых сил тайпинов резко ослабило оборонные возможности Тайпин Тяньго. Цинские войска, перейдя в наступление, осенью и зимой 1857 года захватили крепости Хукоу, Чжэньцзян (27 декабря 1857 года) и Гуачжоу. В январе 1858 года они подошли к Нанкину и восстановили Южнобережный укреплённый лагерь. Одновременно был создан новый Северобережный лагерь — на этот раз в районе Пукоу, в результате чего Небесная столица попала в клещи. В мае Сянская армия штурмом взяла Цзюцзян; армия Цзэн Гофаня успешно наступала в Цзянси, а её флот господствовал на Янцзы. Территория Тайпин Тяньго резко сократилась.
В этой критической ситуации в полной мере проявился выдающийся организаторский и полководческий талант Ли Сючэна. Наладив координацию между тайпинскими армиями, он двинул их в контрнаступление. 25-26 сентября 1858 года войска Ли Сючэна и Чэнь Юйчэна наголову разгромили цинские войска в районе Пукоу и ликвидировали Северобережный лагерь, прорвав блокаду Нанкина. Чтобы спасти положение, Сянская армия устремилась в центральные районы провинции Аньхой. Здесь 15 ноября объединённые силы Ли Сючэна, Чэнь Юйчэна и няньцзюней в районе Саньхэ окружили и уничтожили ударные части Цзэн Гофаня. Тем не менее в 1858 году правительственные силы окончательно подавили очаги сопротивления повстанцев в Фуцзяни — отряды Линь Цзюня в горах и эскадра Хуан Вэя в Тайваньском проливе были уничтожены. На фронте до начала 1860 года установилось неустойчивое равновесие сил — войска империи Цин были заняты во Второй Опиумной войне.

## Судьба армии Ши Дакая
До конца февраля 1858 года армия Ши Дакая сражалась в Цзянси, а затем двинулась в Чжэцзян и овладела там рядом городов. В июле после трёхмесячной неудачной осады Цюйчжоу Ши Дакай повёл свои войска в Фуцзянь. Он решил пробиться в богатую, тогда ещё не разорённую Сычуань, и создать там своё государство. Ши Дакай разделил свою огромную, уже 200-тысячную армию на две колонны. Первую он возглавил сам, а вторую повёл его родственник Ши Чжэньцзи. С октября 1858 года обе колонны двинулись с боями через юг Цзянси и северные районы провинции Гуандун на запад, оттягивая на себя крупные силы правительственных войск. В южной части провинции Хунань колонны соединились, но в мае 1859 года в районе Баоцина начались упорные бои. Не имея возможности пробиться в Сычуань, обе колонны отступили на юг — в Гуанси. Здесь тайпинская армия вновь разделилась: колонна Ши Чжэньцзи ушла на юг провинции, а колонна Ши Дакая — в её западные области, где в городе Цинъюань она создала базу, просуществовавшую до июня 1860 года.
Две колонны армии Ши Дакая не смогли наладить взаимодействия между собой. Колонна Ши Чжэньцзи в апреле 1860 года потерпела поражение в районе Байсе на западе Гуанси и была разгромлена в горах при попытке пробиться на соединение с силами Ши Дакая. Недостаток продовольствия и натиск цинских сил вынудил Ши Дакая двинуться на юг, но тут произошёл новый раскол. Летом 1860 года около 50 тысяч бойцов откололись от его армии и несколькими колоннами стали пробиваться в Аньхой — на территорию Тайпин Тяньго. Некоторым из них удалось в 1861 году объединиться с главными силами тайпинов, отдельные отряды переметнулись на сторону врага, но большинство колонн было истреблено по пути на север. Всё это облегчило правительственным силам разгром государства «красноголовых» в юго-восточной части Гуанси; остатки войск «красноголовых» присоединились к Ши Дакаю.
Ши Дакай двинулся через Гуанси на север. Обрастая всё новыми отрядами местных повстанцев, его армия через западную Хунань в феврале 1862 года вышла к Янцзы, имея в своих рядах уже 200 тысяч бойцов. Однако цинское командование в Сычуани лишило тайпинов всякой возможности форсировать реку. Почти год Ши Дакай маневрировал к югу от неё, тем не менее в мае 1863 года главные силы тайпинов переправились через Янцзы на сычуань-юньнаньской границе. Они двинулись через территорию народа И. Цинским властям удалось подкупить иских вождей и направить сюда большую армию. В начале июня 1863 года, измученные трудностями похода и недостатком продовольствия, войска Ши Дахая вышли к реке Даду. Здесь на переправе они попали в окружение цинских сил и отрядов народности И. Голод и безвыходность положения заставили тайпинов сложить оружие, после чего все они были перебиты, а Ши Дакай казнён.

## Стратегический перелом

### Экономические трудности тайпинов
Территория Тайпин Тяньго превратилась в гигантский театр военных действий, что принесло этой части империи Цин все беды войны. Разорялись города, гибли торговые заведения, мастерские и мануфактуры, пустели деревни, поля забрасывались и зарастали кустарником. Оросительные системы приходили в негодность, разрушались дамбы и плотины. В зоне тайпинского движения нарастали спад производства и торговли, а местами и голод. Всё это сводило на нет те послабления, которые тайпины дали крестьянству. Кроме того, политика тайпинов в деревне всё более становилась противоречивой и непоследовательной.
Огромные военные расходы заставили повстанцев принимать крайне непопулярные меры. Тайпинская налоговая система всё более теряла свои привлекательные для крестьян отличия от цинской и стала всё более походить на неё. Уставшее от бедствий войны, крестьянство всё больше искало мира и порядка, и всё более отходило от поддержки повстанцев всех мастей. Поскольку многие области по нескольку раз переходили из рук в руки, и бедствия войны разоряли деревню, крестьянство бежало из зоны наиболее упорных боёв. Все это в нараставшей степени сказывалось на ходе военных действий повстанцев, ухудшая их положение.

### Отрицательная роль религиозного фактора
«Тайпинизированное протестантство» Хун Сюцюаня целиком восприняло европейский монотеизм и довело его до религиозного фанатизма и средневековой нетерпимости к последователям конфуцианства, буддизма и даосизма. В городах и даже деревнях тайпины разрушали буддийские, даосские и конфуцианские, а также общие для этих религий храмы, пагоды и монастыри. Тем самым повстанцы жестоко оскорбляли религиозные чувства традиционалистской массы населения, оттолкнув от себя практически всех шэньши. Поскольку шэньши имели большое влияние на крестьянство, их враждебность по отношению к тайпинам сыграла роковую для движения роль. Не столько маньчжуры, сколько сами тайпины, насаждая христианство, осуществляли посягательство на верования и обычаи китайцев. «Варварское учение» и религиозная нетерпимость тайпинов оттолкнули от них инаковерующих, то есть их потенциальных союзников, в первую очередь членов тайных обществ, религиозных сект и повстанцев — сторонников реставрации империи Мин. Эти же причины резко увеличили массу их активных врагов, укрепив тем самым лагерь реакции, что и спасло империю Цин от падения. Тайпины дали в руки своим врагам мощное идеологическое оружие, позволив силам реакции возглавить традиционалистское движение под лозунгом спасения китайских духовных ценностей и защиты истинно китайских религий от поругания со стороны вероотступников. Масла в огонь подлило активное насаждение католицизма и протестантства европейскими миссионерами после окончания Второй Опиумной войны. Китайское население повело борьбу как против «тайпинизированного», так и против миссионерского христианства.

### Ликвидация блокады Нанкина
С ухудшением общего положения Тайпин Тяньго остро встал вопрос о ликвидации блокады Нанкина со стороны Южнобережного лагеря (дословно по-китайски лагерь Цзяннань) и его 60-тысячной армии. Для отвлечения части его сил на юг и разъединения цинских войск Ли Сючэн в феврале-марте 1860 года совершил стремительный бросок в Чжэцзян и 19 марта овладел Ханчжоу. Когда противник перебросил часть своих войск (20 тысяч) в Чжэцзян, Ли Сючэн двинулся обратно к Нанкину. Скоординировал действия других полководцев, в том числе Чэнь Юйчэна и Ян Фуцина (брата Ян Сюцина), и перебросив под Нанкин стотысячную армию, тайпины перешли в наступление против Южнобережного лагеря и окружили его. В начале мая в ожесточённом пятидневном сражении Чэнь Юйчэн и Ли Сючэн и другие полководцы разгромили цинскую армию, отбросив её остатки под Чжэньцзян и Даньян. Затем тайпины разгромили цинские войска, вернувшиеся из-под Ханчжоу. Завершение этой блестящей операции не только сняло блокаду с Нанкина, но и открыло дорогу в Цзянсу и Чжэцзян.

### Восточный поход тайпинов
В середине мая 1860 года тайпины во главе с Ли Сючэном начали Восточный поход. Они захватили Чанчжоу, Уси и в 2 июня при поддержке горожан, приветствовавших их как освободителей от грабежей и насилия правительственных войск, легко заняли Сучжоу. Одними убитыми противник потерял в боях свыше 10 тысяч человек. На сторону победителей перешли от 50 до 60 тысяч цинских солдат. Города сдавались без сопротивления, и к июлю тайпины заняли всю южную Цзянсу и часть Чжэцзяна. В августе тайпины во главе с Ли Сючэном подошли к Шанхаю. Считая европейцев «братьями во Христе», тайпины искренне надеялись, что «западные братья по истинной вере» помогут им в борьбе с «маньчжурскими нехристями».

### В борьбу с тайпинами вступают западные державы
К началу 1860-х годов западные державы убедились в неспособности тайпинов свергнуть власть Цин и, следовательно, в способности последней в союзе с китайской реакцией рано или поздно покончить с повстанцами. К тому же тайпины, запретившие сбыт опиума, стали помехой «открытию» внутренних провинций бассейна Янцзы для европейской торговли. Поэтому европейские державы решили сделать ставку на империю Цин и помочь последней как можно скорее уничтожить повстанческое «христианское» государство. Войска Ли Сючэна были встречены в Шанхае артиллерийским огнём.
Американский авантюрист Фредерик Уорд в июне 1860 года организовал в Шанхае на средства китайских компрадоров при покровительстве американского консула вооружённый отряд для борьбы с тайпинами под названием «Всегда побеждающая армия». По её образцу были созданы «Франко-китайский корпус» и «Англо-китайский контингент». Против тайпинов также действовали британские, французские и американские военные корабли, которые, прикрываясь «нейтралитетом», перевозили по Янцзы цинские войска, вооружение и боеприпасы для них. В январе 1862 года войско Уорда насчитывало уже 8 тысяч солдат, а также располагало пароходами и джонками с пушками на борту.

### Усиление китайских армий
Будучи не в состоянии организовать борьбу с Тайпинским государством, руководство империи Цин постепенно передавала эту функцию в руки сильной личности — Цзэн Гофаню и его окружению. Победы Сянской армии над тайпинами значительно укрепили его положение. В 1860 году, после того как Цзэн Гофань занял пост наместника Лянцзяна (в это наместничество входили провинции Цзянсу, Цзянси и Аньхой) и распространил свою власть также на провинцию Чжэцзян, он получил чрезвычайные полномочия для борьбы с «длинноволосыми варварами» в этих провинциях. Набирали силу верные ему помощники — Ли Хунчжан, Цзо Цзунтан и другие организаторы провинциальных антиповстанческих армий. В начале 1860-х против тайпинов и нянцзюней сражались в общей сложности восемь провинциальных армий (в том числе Сянская армия Цзэн Гофаня и Хуайская армия Ли Хунчжана), правительственные китайские «войска зелёного знамени», маньчжурская «восьмизнамённая армия» и монгольская конница. Цинские армии были вооружены современными винтовками, гаубицами и мортирами, а их офицеры отчасти переняли боевой опыт европейцев.
Вооружение тайпинов так и оставалось на уровне средневековья, как и в начале восстания. В основном они были вооружены мечами, копьями, луками со стрелами и косами. Из огнестрельного оружия у них иногда встречались кустарного ремесленного производства ружья дульного заряжания, по типу аркебуз, ручных мортирок и мушкетов, а также бронзовые средневековые пушки и самодельные пороховые гранаты.

## Крушение Тайпинского государства
Несмотря на то, что Хун Сюцюань назначил новым главой правительства способного Хун Жэньганя, начавшего ряд реформ в западном духе, последнему не удалось объединить тайпинов. В то же время катастрофическое поражение, понесённое Китаем во Второй Опиумной войне, вынудило традиционные силы Китая склониться к частичной модернизации военной сферы цинского господства. В новых условиях маньчжурская династия и лидеры военно-шэньшэских группировок выступали уже не против машин вообще, а лишь против машин в руках чужеземцев. Началось строительство казённых военных заводов, арсеналов и мастерских, удовлетворявших потребность в современном вооружении и боеприпасах цинских войск и провинциальных армий, занятых подавлением крестьянских и национальных восстаний. Военная обстановка обусловила ведущую роль в этом плане командующих Сянской и Хуайской армиями.

### Второй Западный поход
Осенью 1860 года тайпины направили свои ударные армии во второй Западный поход, но он закончился неудачно. Армии Чэнь Юйчэна, Ли Сючэна, Ли Шисяня, Ян Фуцина и других полководцев действовали несогласованно. Встретив сильный отпор со стороны Сянской армии Цзэн Гофаня и Хубэйской армии Ху Линьи, тайпинские полководцы отказались от общего плана наступления и стали действовать каждый самостоятельно. Во второй половине 1861 года армия Ли Сючэна прошла через Цзянси в Хубэй и оттуда вернулась в Чжэцзян. Армия Чэнь Юйчэна не смогла снять осаду Аньцина, и эта главная крепость, прикрывавшая Нанкин с запада, 5 сентября 1861 года была взята войсками Цзэн Гофаня. Это был крупнейший успех цинских войск: начав наступление на Нанкин, они захватывали один город за другим, в то время как армия Чэнь Юйчэна, отступая, теряла территории севернее Янцзы. В мае 1862 года Чэнь Юйчэн был выдан предателем врагу и казнён. Одновременно Сянская армия подошла к Нанкину с юга и блокировала его.

### Продолжение Восточного похода тайпинов
Ещё в мае-сентябре 1861 года армия Ли Шисяня овладела западной и центральной частями провинции Чжэцзян. Осенью сюда подошли корпуса Ли Сючэна, а в декабре тайпины захватили Нинбо и Ханчжоу; вся территория провинции оказалась во власти тайпинов. В начале 1862 года войска Ли Сючэна вновь подошли к Шанхаю, но опять подверглись ударам со стороны «отрядов иностранного оружия». Однако вожди тайпинов всё ещё считали это недоразумением и пытались усовестить «западных братьев по вере Христовой». Подвергаясь атакам «братьев-варваров», тайпины мужественно боролись. Многие города в провинциях Чжэцзян и Цзянсу по несколько раз переходили из рук в руки. Командующие интервентами — Ф. Уорд, французский адмирал О.-Л. Проте, полковник Ле Бретон — были убиты в боях с тайпинами.

### Наступление цинских войск. Новая блокада Нанкина

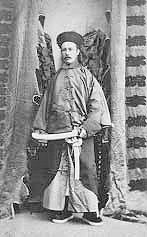
Чарльз Гордон в форме китайского командира

Основные военные действия в 1862 году были сосредоточены в провинциях Чжэцзян и Цзянсу и южнее Нанкина вдоль Янцзы. Росла численность «отрядов иностранного оружия», имевших артиллерию и действовавших совместно с войсками Цзэн Гофаня, Ли Хунчжана и Цзо Цзунтана. Первые победы были одержаны в феврале, когда был занят ряд городов вокруг Шанхая. В апреле тайпины потеряли Чжапу в провинции Чжэцзян. В мае после кровопролитной борьбы «отряды иностранного оружия» и цинские войска захватили Нинбо. Вслед за Нинбо англо-французы возвратили под власть манчжуров Цинпу и Наньяо в провинции Цзянсу. 
В жаркие летние месяцы 1862 года война несколько утихла, но с осени она возобновилась с новой силой. Цинские войска и англо-французы перешли в наступление в провинции Чжэцзян и захватили ряд городов вокруг Нинбо. В сентябре был взят Цзыци (Цыси), во второй половине ноября — Юаньюй. В бою под Цзыци был убит командир «всегда побеждающей армии» - Уорд.
Всё теснее сжималось кольцо вокруг Нанкина, куда с юга подошла Сянская армия, к этому времени перешедшая под командование брата Цзэн Гофаня Цзэн Гоцюаня. Сюда из Цзянсу Хун Сюцюанем был срочно отозван Ли Сючэн, предпринявший две широкомасштабные операции по деблокированию повстанческой столицы, при Юхуатае и при Шицзяньфу, которые, однако, окончились безрезультатно.
Осенью цинским правительством было подписано соглашение с Великобританией о закупке у неё военных судов для борьбы с тайпинами в районе Янцзы. Английское правительство официально разрешило английским офицерам поступать на военную службу Цинской империи. Одним из первых это сделал майор Чарльз Гордон, позже возглавивший «Всегда побеждающую армию».
В марте 1863 года в провинции Аньхой была разгромлена самая крупная армия няньцзюней. К середине 1863 года цинские войска истребили почти все вооружённые отряды тайных обществ в провинциях Гуандун, Гуанси и Сычуань.

### Деградация тайпинского государства
Процесс перерождения тайпинской верхушки не мог не повлечь за собой негативные последствия. В тайпинском государстве набирали силу дезорганизация войск, падение дисциплины, деморализация военачальников и чиновников, бездумная раздача титулов и рангов, участились заговоры и измены. Отход крестьянства от тайпинов вызывал ослабление их боевой мощи и уменьшение тайпинской территории. «Местное население, — писал современник, — на главном театре военных действий было далеко не на стороне повстанцев... Прежде войска Хун Сюцюаня не позволяли себе ни малейших беспорядков; они собирали контрибуции, но никогда не пускались на грабежи; но теперь дисциплина в повстанческих отрядах так упала, что жители стали так же бояться их, как императорских войск; опустошения, произведенные ими после осады Нанкина, окончательно уронили их в мнении народных масс». Тайпины утратили способность к наступлению и повсеместно перешли к обороне.
В июле 1862 года на сторону врага на юге провинции Аньхой перешёл Тун Жунхай вместе со своей 60-тысячной армией. Начиная с 1863 года в цинский лагерь стали перебегать многие тайпинские князья и военачальники.
Цинские войска под руководством Ли Хунчжана и Всегда побеждающая армия Ч. Гордона в ноябре 1863 года осадили Сучжоу. 5 декабря город пал после месячной осады в результате измены группы тайпинских командиров. После падения Сучжоу тайпинские командиры стали сдавать город за городом. В апреле 1864 года цинские войска взяли Ханчжоу, в мае 1864 года — Чанчжоу. Сорокатысячная тайпинская армия во главе с Хун Жэньганем отступала под натиском врага. Считая, что полная победа близка, цинское правительство распустило «армию» Гордона и сосредоточило все усилия на столице Тайпин Тяньго.

### Падение Нанкина
Насчитывавший около миллиона жителей Нанкин был блокирован со всех сторон. Ещё с лета 1863 года в нём начался голод, и руководивший его обороной Ли Сючэн, спасая мирных жителей, разрешил им покинуть город. Стены Нанкина обороняли около 300 000 воинов, значительная часть которых была деморализована предыдущими поражениями. Обложившие город войска Цзен Гоцюаня ненамного превосходили силы тайпинов. Ли Сючэн предлагал Хун Сюцюаню прорваться в Хубэй или Цзянси, чтобы там продолжать борьбу, но этот план был отвергнут. 1 июня 1864 года «Небесный князь» покончил с собой, проглотив золотую пластинку.
Ли Сючэн продолжал руководить обороной Нанкина ещё полтора месяца. 19 июля 1864 года войска Цзэн Гоцюаня взорвали крепостную стену и через пролом ворвались в Небесную столицу. За этим последовали резня, погром и гигантский пожар; погибли около 100 000 защитников и более 200 000 жителей, в основном из семей тайпинов. Ли Сючэн с небольшим отрядом вырвался из горящего города, но вскоре был схвачен и четвертован. На плахе закончили жизнь Хун Жэньгань и юный наследник престола — сын Хун Сюцюаня. Тайпинское государство рухнуло.

### Добивание остатков тайпинов. Их последний поход на Пекин
После падения Нанкина к северу и к югу от Янцзы сражались две крупные группировки тайпинских войск. Стотысячная южная группировка, не имевшая единого руководства, в августе-октябре 1864 года была разбита. Две её колонны всё же вышли из-под удара и отступили далее на юг. Одна из них — 50-тысячное войско Ли Шисяня — пробилась в Фуцзянь. Захватив Чжанчжоу и ряд других городов на юге провинции, она создала здесь свою базу, просуществовавшую полгода. В мае 1865 года превосходящим цинским силам удалось разгромить войско Ли Шисяня. Другая часть южной группировки — 30-тысячное войско Ван Хайяна — отступила на юг и несколько месяцев действовала на границе провинций Фуцзянь и Гуандун, пока не была уничтожена в феврале 1866 года.
В 1865 году группировка тайпинов, в основном состоящая из чжуанов, во главе с Лю Юнфу, прорвалась во Вьетнам. Их через много лет простили, легализовали как войска чёрного знамени и позволили воевать против французов во Вьетнаме на стороне Цинского правительства, а затем часть вернулась на земли под контролем Цин. Различные группировки тайпинов устанавливали контроль над территориями Вьетнама и Лаоса начиная с 1852 года, а окончательно «чёрные флаги» были разбиты французами и сиамцами только в середине 90-х годов XIX века.
С падением Тайпин Тяньго произошло окончательное слияние Крестьянской войны тайпинов с восстанием няньцзюней. Северная группировка тайпинов под командованием Чэнь Дацая и Лай Вэньгуана ещё в апреле 1864 года объединилась в Хэнани с войском няньцзюней, которым командовали Чжан Цзунъюй (племянник Чжан Лосина — погибшего вождя няньцзюней) и Чэнь Даси. Эта объединённая армия весной 1864 года не смогла пробиться в осаждённый Нанкин. В ноябре 1864 года цинские войска во главе с монголом Сэнгэринчи нанесли ей крупное поражение под Хошанем. После самоубийства Чэнь Дэцая оставшиеся силы были возглавлены Лай Вэньгуаном и Чжан Цзунъюем. В течение полугода они вели успешную манёвренную войну в пяти провинциях к северу от Янцзы, внезапными ударами изматывая врага. В мае 1865 года повстанцы наголову разгромили цинские войска под Цзяочжоу в провинции Шаньдун; в этом бою был убит Сэнгэринчи. На борьбу с тайпинско-няньцзюньской армией был послан Цзэн Гофань, но в связи с явными неудачами он вскоре был заменён Ли Хунчжаном.
В 1866 году повстанческие отряды разделились. Их Восточная колонна под командованием Лай Вэньгуана успешно сражалась в провинциях Хэнань, Хубэй, Шаньдун и Цзянсу, но в итоге в январе 1868 года была разгромлена около Янчжоу, сам Лай Вэньгуан попал в плен и был казнён.
Западная колонна численностью около 60 тысяч бойцов во главе с Чжан Цзунъюем в 1866—1867 годах успешно действовала в Хэнани, Шэньси и Шаньси. Чтобы спасти попавшую в критическое положение армию Лай Вэньгуана, Западная колонна в январе 1868 года начала стремительное наступление в Чжили, пробиваясь к Пекину. Столица была переведена на осадное положение. В марте повстанцев удалось остановить у Баодина, но в апреле они устремились к Тяньцзиню и вышли на его ближайшие подступы. Отброшенные превосходящими силами противника на юг, они оказались в западне между Великим каналом, Хуанхэ, линиями вражеских укреплений и скоплениями цинских войск. 16 августа 1868 года последние отряды Чжан Цзунъюя, измотанные непрерывными боями, погибли в районе Чипина (северо-запад провинции Шаньдун), а их командующий покончил с собой.

## В кино
- «Сумерки нации» (Twilight of a Nation, Tai ping tin kwok) — телесериал, продюсер Сэнг Сю (Гонконг, 1988).
- «Небесное царство тайпинов» (The Taiping Heavenly Kingdom) — телесериал, режиссёр Чэнь Цзялинь (КНР, 2000).
- «Полководцы» (Tau ming chong) — режиссёры Питер Чан, Реймонд Ип (Гонконг; КНР, 2007).